# Ceratomontia argentina
Ceratomontia argentina is een hooiwagen uit de familie Triaenonychidae.